# 이서연 (1976년)
이서연(본명: 이은주, 1976년 1월 1일~)은 대한민국의 배우이자 모델 겸 연극인이었으며, 영화인이었다.
1995년 연극배우로 첫 데뷔를 한 후, 1997년 《‘97 KBS 슈퍼 탤런트 선발 대회’》에서 금상을 수상하였고, 같은 해 KBS 2TV 아침드라마 《신부의 방》에 출연하면서 정식으로 데뷔하였다.
이서연의 본명은 이은주로, 빠른 1976년생이다. 한국예술종합학교 연극원 연기학과에 다니다가 재학 중 활동을 제한하는 규정 때문에 1995년 5월에 한예종 2학년 때 중퇴 후 같은해(1995년 8월)에 연극배우로 첫 데뷔를 하고 나서부터 어언 2년 후, 1997년 3월 초순 당시, KBS의 신인 탤런트를 뽑는 행사인 ‘97 KBS 슈퍼탤런트 선발대회’에 나가 금상을 수상했다. 같은 해 KBS 2TV 아침드라마 《신부의 방》에 주연인 이다영 역으로 출연하며 TV 브라운관에 데뷔하였다. 2002년 영화 《가문의 영광》 출연 후 잠시나마 은퇴했다가 2006년 KBS 2TV 단막극인 《드라마시티》의 〈트렁크〉 편에 출연하며 연기 활동을 재개하였다.

## 출연 작품

### 영화
- 1998년 《크리스마스에 눈이 내리면》 ... 정유정 역
- 2002년 《가문의 영광》 ... 이유진 역
- 2009년 《감자 심포니》... 맹진이 역

### TV 드라마
- 1997년 KBS2 아침드라마 《신부의 방》 ... 이다영 역
- 1997년 KBS1 시골풍경드라마 《대추나무 사랑 걸렸네》
- 1997년 KBS1 일일연속극 《정 때문에》
- 1997년 KBS1 대하드라마 《용의 눈물》
- 1997년 KBS2 일요아침드라마 《행복한 아침》
- 1997년 KBS2 미니시리즈 《스타》
- 1997년 KBS2 미니시리즈 《질주》
- 1997년 KBS1 TV소설 《모정의 강》
- 1997년 KBS2 미니시리즈 《그대 나를 부를 때》
- 1997년 KBS2 주말연속극 《웨딩드레스》
- 1998년 KBS2 주말연속극 《야망의 전설》
- 1998년 KBS1 대하드라마 《왕과 비》
- 1998년 KBS2 미니시리즈 《킬리만자로의 표범》
- 1998년 KBS2 미니시리즈 《순수》
- 1998년 KBS1 일일연속극 《내사랑 내곁에》
- 1998년 KBS1 TV소설 《은아의 뜰》
- 1998년 KBS2 아침드라마 《사랑해서 미안해》
- 1998년 MBC 주간시트콤 《여자 대 여자》 ... 말레이시아 콸라 룸푸르에서 잠시 귀국한 룸파스 대학교 행정학과 3학년 1학년 수료 및 휴학중인 뱀띠 22세 교포 겸 유학생 하광숙 역
- 1998년 MBC 일일시트콤 《남자 셋 여자 셋》 ... 말레이시아 콸라 룸푸르 뱀띠 22세 교포 겸 유학생 하광숙 역으로 목소리 출연
- 1998년 EBS 주간청소년드라마 《내일》
- 1998년 KBS2 주말연속극 《종이학》
- 1999년 KBS1 TV소설 《당신》
- 1999년 KBS2 단막극 《일요베스트 - 세리가 돌아왔다》 ... 이남경 역
- 1999년 KBS2 미니시리즈 《초대》
- 1999년 KBS1 TV소설 《누나의 거울》 ... 장해영 역
- 2000년 KBS2 미니시리즈 《성난 얼굴로 돌아보라》
- 2000년 SBS 미니시리즈 《루키》 ... 송주연 역
- 2001년 SBS 추석특집드라마 《엄마를 찾습니다》
- 2002년 MBC 단막극 《베스트극장 - 그녀를 잡아요》 ... 서유경 역
- 2002년 SBS 단막극 《오픈드라마 남과 여 - 농담》 ... 송은수 역
- 2002년 SBS 단막극 《오픈드라마 남과 여 - 무도씨에게》 ... 진영희 역
- 2002년 SBS 단막극 《오픈드라마 남과 여 - 마음의 도둑》 ... 나혜정 역
- 2006년 KBS2 단막극 《드라마시티 - 트렁크》 ... 진수현 역
- 2006년 KBS2 아침드라마 《아줌마가 간다》 ... 홍유란 역
- 2007년 SBS 아침연속극 《미워도 좋아》 ... 강윤진 역

## 수상 및 후보
| 연도 | 시상식       | 부문   | 작품      | 결과 | 출처 |
| ---- | ------------ | ------ | --------- | ---- | ---- |
| 1997 | KBS 연기대상 | 신인상 | 신부의 방 | 수상 |      |